# Retrat miniatura

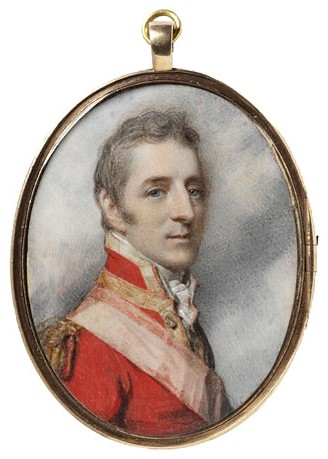
Retrat miniatura d'Arthur Wellesley

El retrat miniatura és un retrat pictòric molt petit conreat principalment a partir del s. XVI, popularitzat als Països Catalans al segle xviii i XIX. Aquests retrats es muntaven en braçalets i altres peces de joieria, i eren encarregats per membres de la cort i de l'elit política i mercantil. Les miniatures de retrat es van desenvolupar a partir de les tècniques de les miniatures dels manuscrits il·luminats i van ser populars entre les elits del segle XVI, principalment a Anglaterra i França, i es van estendre per la resta d'Europa des de mitjans del segle XVIII, romanent molt popular fins al desenvolupament dels daguerreotips i la fotografia a mitjans del segle xix. La fotografia, introduïda el 1839, va proporcionar retrats a preus més assequibles i va ocasionar el declivi del retrat miniatura pictòric.

## Terminologia
El terme miniatura té l’origen en la decoració pintada dels manuscrits medievals, en els quals el color predominant era el vermell de plom, en llatí minium.
En un primer moment els retrats de petites dimensions van rebre denominacions diferents, segons el país. Així, per exemple, a França s’anomenaven Petit Portrait i a Anglaterra Painting in Little. No se sap en quin moment el terme miniatura es va prendre per designar les persones que pintaven retrats, així com les seves obres, però al segle xviii ja estava consolidat.

## Materials i tècniques

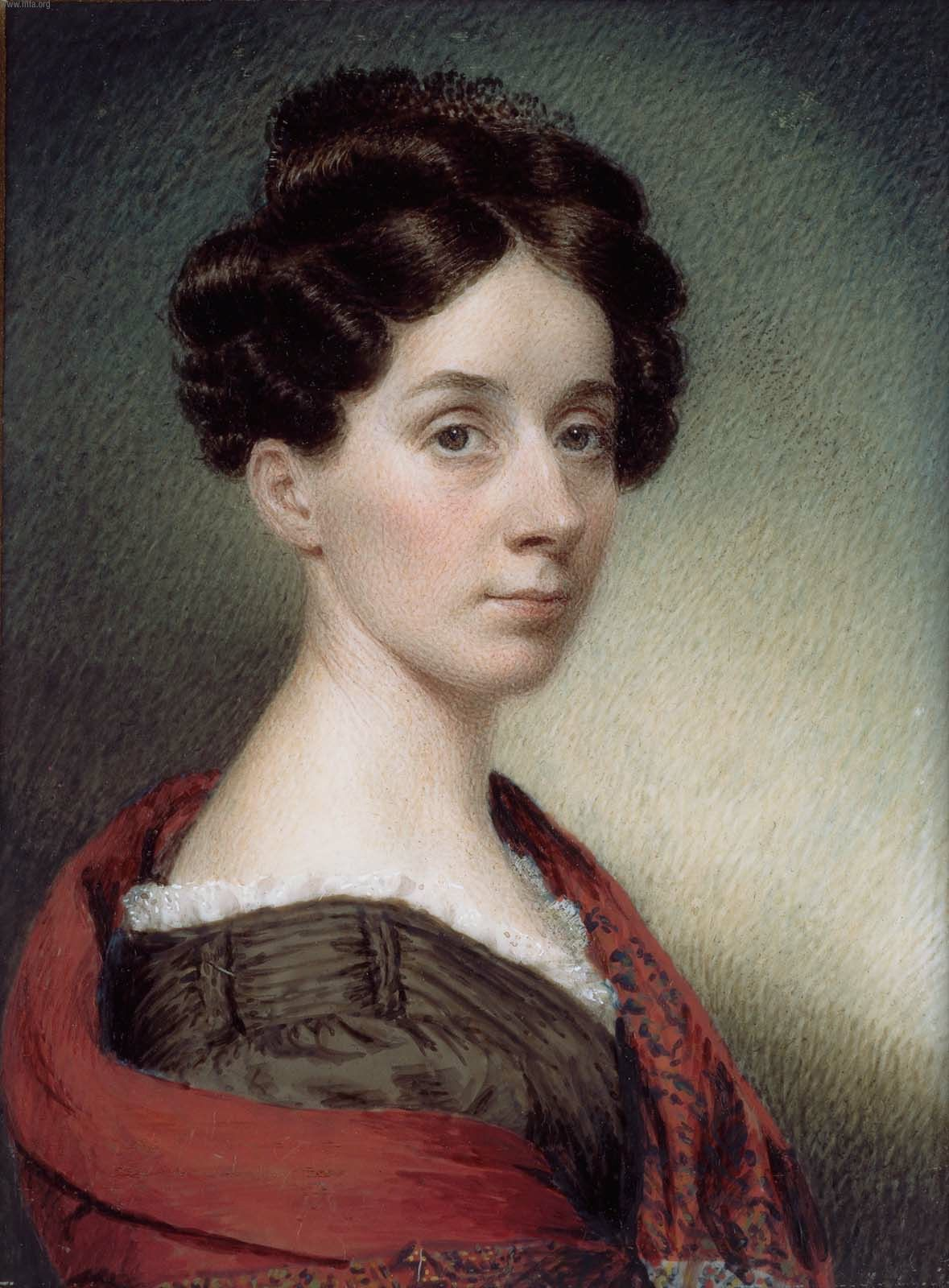
Sarah Goodridge, Autoretrat, 1830. Aquarel·la sobre ivori. Museu de Belles Arts de Boston

Al llarg de la història, es van emprar diferents materials i tècniques per a la miniatura. Els suports més habituals van ser l'ivori, la vitel·la, el coure, el paper i la porcellana, amb aplicació de pintura al tremp, a l’oli o d'esmalts. Pel que fa a les tècniques pictòriques, es van usar sobretot pintures al tremp, amb pigments preparats amb substàncies glutinoses (ou, cola, caseïna o goma) diluïts amb aigua. Així, Louis Autissier, Sarah Goodridge, Anne Langton i Annie Dixon van utilitzar aquarel·la en els seus retrats, mentre que Rosalba Carriera va pintar amb tempera. El pintor Antonio Maria Esquivel va emprar el guaix per al seu retrat de Luis Miranda, i Charles Willson Peale el pastel per al retrat de Mary Galloway Whildin.

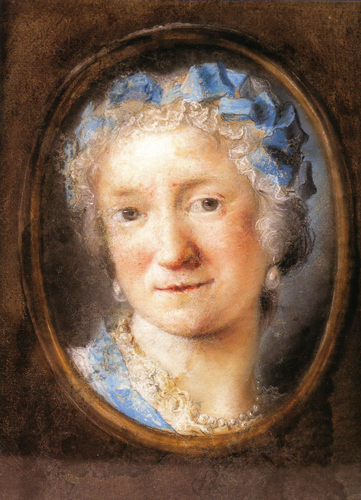
Rosalba Carriera, Autoretrat, c. 1730. Pastel. Museo Civico de Castel del Piano

Els primers retrats miniatura, doncs, usaven la tècnica de la pintura al tremp de les miniatures que il·lustraven manuscrits. Es pintaven sobre vitel·la, que s’adheria amb engrut en un cartró, normalment una carta de joc. A finals del segle xvii es van popularitzar els retrats dibuixats amb grafit sobre pergamí o vitel·la que, tot i que inicialment eren dibuixos preparatoris per a gravats, a principis del segle xviii ja van esdevenir obres de ple dret. Progressivament la vitel·la es va anar substituint per l’ivori. La pintora italiana Rosalba Carriera va observar que aquest material era un suport més adequat per a la representació de la pell humana, a causa de la seva lluminositat. Alhora, el procés de preparació de l’ivori per a poder-hi aplicar la pintura era menys complicat que el de la vitel·la. Poc a poc l’ivori va ser més fàcil d’aconseguir, i més barat, de manera que el seu ús es va estendre fora d’Itàlia. El pintor Bernard Lens va ser el primer artista que va pintar miniatures sobre ivori a Anglaterra. L’ivori, doncs, va ser el suport més emprat per als retrats miniatura fins a la seva desaparició a finals del segle xix.
D'altra banda, les miniatures de retrat pintades sobre esmalt a l'oli, amb suport de coure, ja eren habituals a Itàlia durant el segle XVI. Hi ha un debat sobre si aquest mètode s’ha d’atribuir a artistes italians o holandesos. Durant els segles XVII, xviii i xix, els artistes van utilitzar aquesta tècnica a Alemanya, Portugal i Espanya. Molts artistes holandesos i alemanys van adoptar el coure com a mitjà per millorar encara més les imatges. Amb el pas del temps, només l'elit podia permetre's el coure, fet que obligava als artistes a treballar també amb vitel·la, ivori o paper. Les miniatures holandeses i alemanyes estaven pintades a l'oli i, per regla general, sobre coure, tot i que existeixen retrats en el mateix suport atribuïts a molts dels grans artistes italians, en particular els de l'escola de Bolonya. Es diu que Samuel Cooper va executar unes quantes pintures a l'oli sobre coure. A partir de mitjans del segle xvii, moltes aquarel·les es van fer amb esmalt vitri. Jean Petitot va ser el que més va emprar aquest material i va pintar els seus millors retrats a París per a Lluís XIV de França. Altres artistes de l'esmalt van ser Christian Friedrich Zincke i Johann Melchior Dinglinger. Molts d'aquests artistes eren francesos o suïssos però la majoria van visitar Anglaterra i hi van treballar durant un temps. El més gran retratista d'esmalt anglès va ser Henry Bone, del qual es conserva una gran col·lecció de les seves petites reproduccions d'esmalt de pintures famoses a la British Royal Collection. L'esmalt es va mantenir com una alternativa consistent i robusta a les miniatures d'art de retrat d'altres suports durant els segles xviii i xix.
Abans de pintar sobre l'ivori, l'artista dibuixava el seu model sobre paper i després el copiava sobre el suport final per transparència, posant el dibuix sota l'ivori. Les primeres capes de color es disposaven en grans àrees amb un color líquid que proporcionava un fons per a un color més precís. El fons i la roba es treballaven amb guaix en capes opaques i amples amb matisos d'ombra, emprant un pinzell més fi. Els teixits blancs es feien amb colors transparents amb reflexos de guaix. Els tons de pell constituïen la part més difícil del retrat i, precisament, el fet que distingia un bon miniaturista. S'expressaven en traços amples i transparents sobre els quals el miniaturista aplicava ombres amb un pinzell petit, a traços fins, per a representar el model. L'ús de vernís era rar i es reservava per a algunes ombres. A partir del 1800, l'aplicació de lligant sobre la pintura acabada va ser cada cop més freqüent.
Un altre material emprat en el retrat miniatura, a mitjan segle xvii, va ser la mica. És un mineral molt prim que es pot llescar fins a obtenir plaques transparents que, a l’època, es coneixien com a talc. Aquestes planxes es pintaven a l’oli i es disposaven sobre la miniatura per tal que el propietari pogués vestir o disfressar el subjecte retratat.
Durant la segona meitat del segle xix es van pintar retrats miniatura sobre emulsions fotogràfiques i suports plàstics, fet que abaratia i en facilitava la producció, presentant els personatges amb vestits d’època per imitar les miniatures antigues.

## El retrat en miniatura a Espanya
Les miniatures de retrat es van utilitzar a la cort espanyola a finals del segle xv, començant per l'aliança política entre Enric VII d'Anglaterra (n. 1485-1509) i Ferran d'Aragó (n. 1479-1519). L'aliança va celebrar la unió entre Caterina d'Aragó (1485-1536) i el príncep Artús d'Anglaterra (1486-1502) amb el Tractat de Medina del Campo el 1489. La promesa de matrimoni va començar amb l'intercanvi de regals que inclouen joies i miniatures de retrats de la jove parella. La popularitat de les miniatures de retrats per commemorar la promesa del matrimoni va començar a circular a cada cort poc després, especialment a Espanya. Les miniatures de retrats per commemorar una aliança a través del matrimoni eren considerades extremadament íntimes i personals per a la parella promesa, així com per a les seves famílies. A Espanya, així com a les corts angleses, les miniatures dels retrats sovint eren adornades amb joies o guardades en elaborats medallons que es podien amagar o treure i admirar per caprici.
Se sap que el pintor espanyol Francisco de Goya (1746-1828) va pintar miniatures de retrats per a dol i casaments a partir de l'any 1806. El suport principal utilitzat per Goya era l'oli, però també li van encarregar miniatures a llapis. Entre 1824 i 1825, Goya va gravar més de 40 encàrrecs de miniatures sobre marfil, mentre que la majoria dels artistes de miniatures retratades van esquivar color sobre el marfil, Goya va donar forma a les línies de miniatures amb aigua. Goya va afirmar que la seva tècnica de modelatge era innovadora i molt diferent de la tècnica de rentat de tinta "accidental" desenvolupada a l'Anglaterra del segle XIX per Alexander Cozens.

## El retrat en miniatura a França

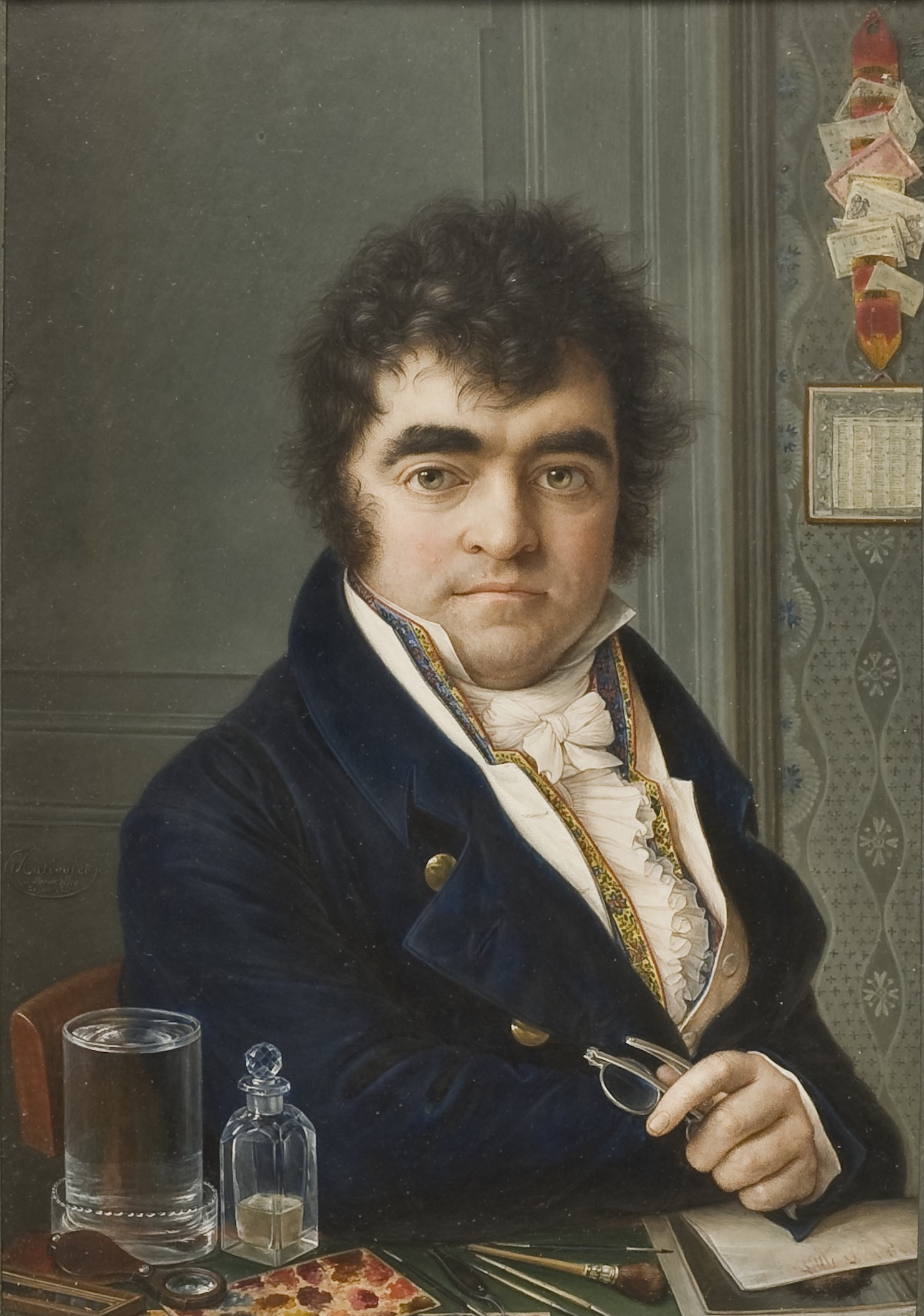
Autoretrat en miniatura, de Louis-Marie Autissier. En primer pla, es poden veure els llapis, els pinzells i les eines de l'artista per pintar miniatures. Aquarel·la sobre marfil, 19.1 × 13.5 cm, 1817, Nationalmuseum.

Al segle XVIII coneixem miniatures de Nicolas de Largillière, François Boucher, Jean-Marc Nattier i Jean-Germain Drouais; però els noms més importants actius a França són els de Peter Adolf Hall de Suècia, François Dumont de França i Friedrich Heinrich Füger d'Àustria. Els quadres minúsculs pintats per la família Blarenberghe són de moltes persones agrupades com a miniatures, i alguns dels artistes francesos posteriors, com Pierre-Paul Prud'hon i Constance Mayer, van fer retrats en miniatura. Els artistes populars a França, però, van ser Jean-Baptiste Jacques Augustin (1759–1832) i Jean-Baptiste Isabey (1767–1855). Els seus retrats de Napoleó i la seva cort són de gran qualitat, i potser cap altre francès va pintar miniatures al nivell d'Augustin.

## Col·leccions
La popularitat dels retrats miniatura va fer que les famílies atresoressin, al llarg dels anys, una gran quantitat d’exemplars. A banda d’aquestes primeres col·leccions familiars, durant la segona meitat del segle xix a Gran Bretanya i França es va anar generalitzant l’interès per adquirir-les i aplegar-les i van néixer les primeres col·leccions particulars que, amb el temps, ingressarien en els museus. Així, els museus anglesos conserven avui les col·leccions dels seus monarques i d'altres com la que actualment forma part de la Wallace Collection de Londres. A França, destaquen entre d'altres la col·lecció Doistau que es conserva al Museu del Louvre i la del príncep de Condé, al Museu de Chantilly.
Una de les col·leccions més importants a Espanya va ser la de la casa ducal d’Alba, que avui s’exhibeix al Palau de Liria de la família. L’Estat espanyol va adquirir les primeres miniatures el 1877 i van ser l’embrió de l’actual fons del Museo del Prado, constituït per més d’un centenar de pintures.
A Catalunya destaca la de l’industrial Ròmul Bosch i Catarineu, que forma part del llegat de Julio Muñoz Ramonet a la ciutat de Barcelona i, si bé el Museu Nacional d’Art de Catalunya conserva algun exemplar de retrat miniatura, una de les col·leccions més completes és la que es va formar a l’antic Museu de les Arts Decoratives de Barcelona, que el 2014 es va integrar al fons del Museu del Disseny de Barcelona.